# 登山用語一覧
登山用語一覧（とざんようごいちらん）は登山に関する用語の一覧である。

## あ行

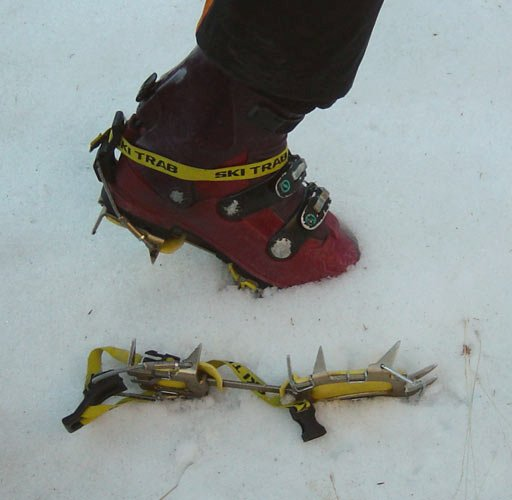
雪道歩行時に利用されるアイゼン

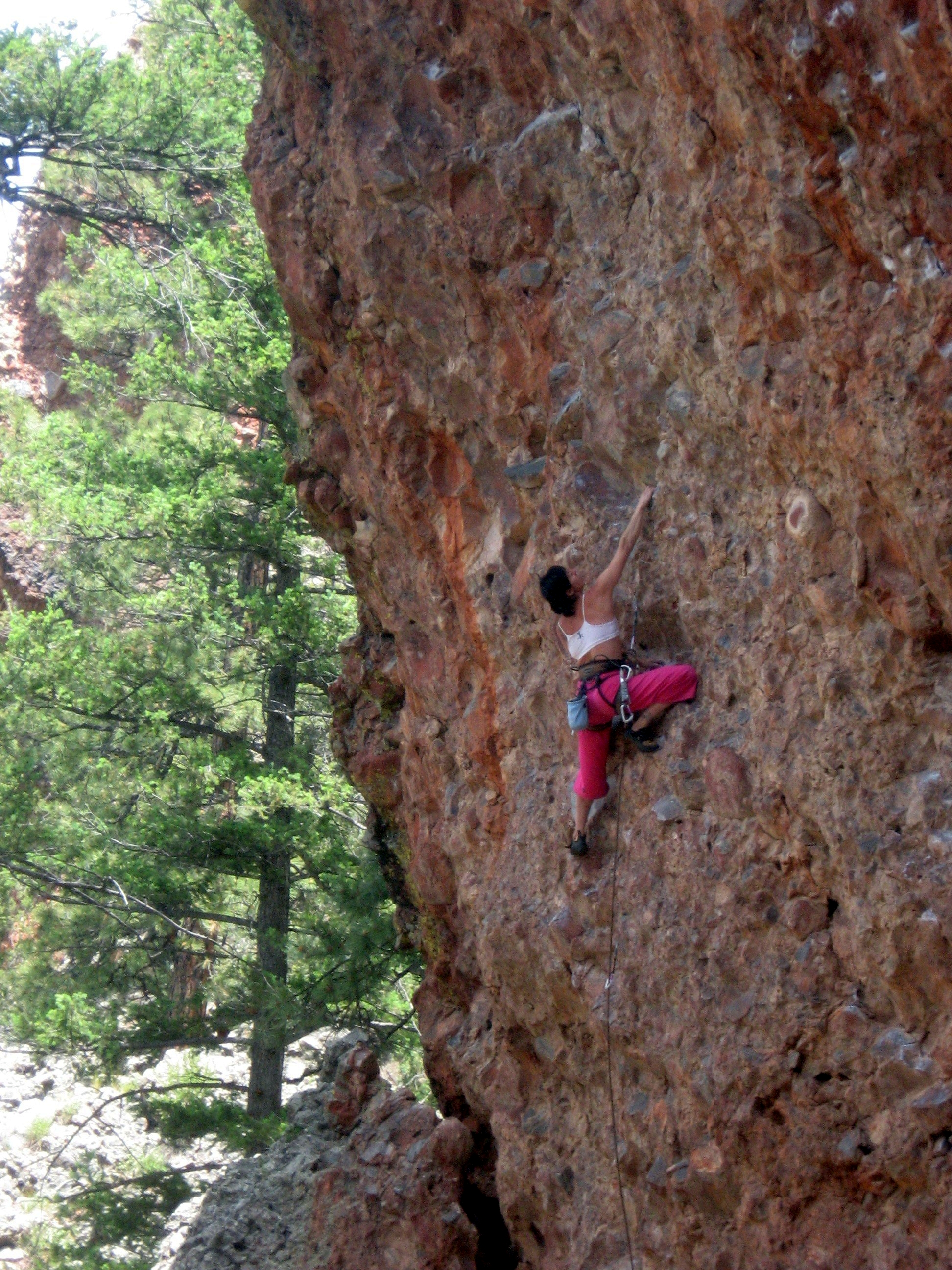
オーバーハング

アーベントロート(de:Abendrot)
登山用語で夕日が山肌や雲に当たり赤く染まること、または夕焼けのこと。朝焼けの場合はモルゲンロートという。
アイゼン

氷や雪道を歩くとき、靴底につける金属製の爪のこと。語源はドイツ語のSteigeisen（シュタイクアイゼン）の略。
アックス
ピッケルに同じ。
アルペングリューエン Alpenglühen
モルゲンロート（朝焼け）やアーベントロート（夕焼け）により山が赤く染まる現象。山頂光。
鞍部（あんぶ）
稜線上の凹地のこと。単に窪んだ部分を言う。コルとも。
ウェストポーチ
腰に巻くベルトに小物を入れるための袋のようなものがついたもの。山小屋にリュックを置いて最小限度のものを入れ近くの山頂や湖に行く際に、また日帰りの登山やハイキングなどでも使われる。
右岸（うがん）
川の上流から下流側を見た際、右側の岸。
浮き石（うきいし）
地面に固定されていない不安定な岩や石で、乗った際に転倒したり落石を引き起こす危険がある。
雲海（うんかい）
山頂などの高所から眺めた際に、下方が雲に覆われていて、あたかも雲の大海原のように見える光景。
エスケープルート（escape route）
縦走登山で悪天などのトラブル発生時に、途中から下山するためのルート。また危険箇所を避けるために迂回路として利用されるルート。
尾根（おね）
山地の一番高い部分の連なりのこと。稜線（りょうせん）や山稜（さんりょう）とも。
オーバーハング（overhang）。

傾斜角度が垂直以上の岩壁。踏破するにはロッククライミングの特別な装備と技術が必要であり、当然危険であるため、通常は登山ルートとしない。

## か行

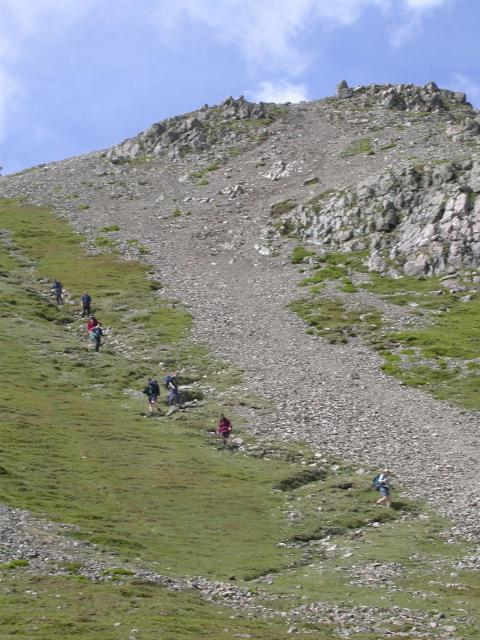
ガレ場を避ける登山者

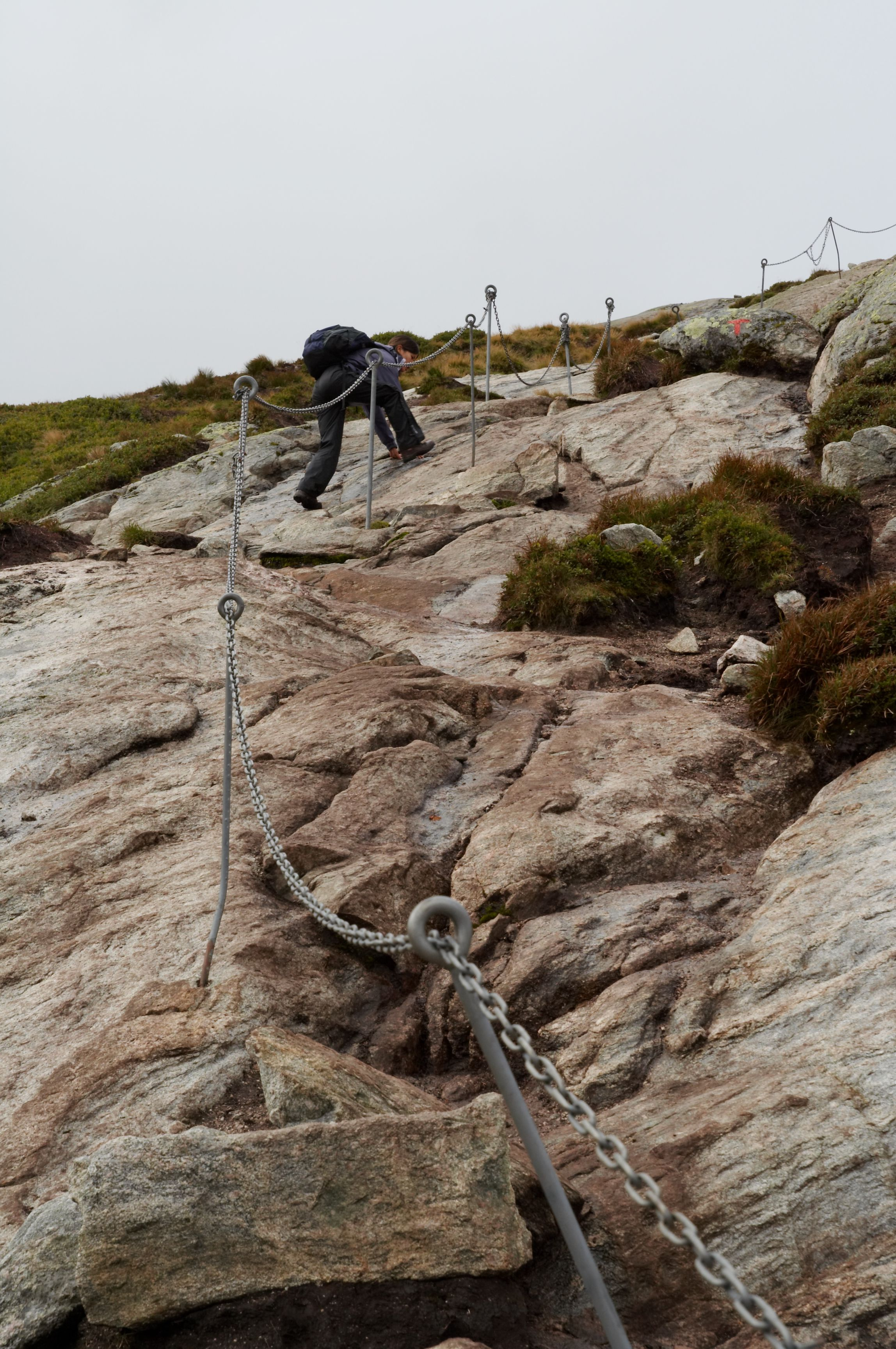
鎖場

カラビナ
岩登り用具の1つ。ハーケンにかけ、ザイルを通すための金属製の輪。語源はドイツ語のKarabiner。
カール
圏谷の別称。語源はドイツ語のKar。
ガス
霧の俗語。景色が悪くなるのみならず、位置や方向を見失う危険を伴う。
ガレ、ガレ場（ガレば）

石や岩が堆積していて、歩きにくい斜面のこと。大きな岩が堆積した場所はゴーロと呼ばれる。
キジ撃ち
山中での用便のこと。藪などの物陰に潜んでじっとしている様子から。女性の場合はお花摘みともいう。環境保護の面から、トイレのない山域では携帯トイレの使用が推奨されている。
キレット、キレト、切戸
稜線がV字型に深く落ち込んでいる所のこと。「キレット」と表記されることが多いので、外国語だと思われがちだが、日本語である。穂高連峰の大キレットなどが有名。
鎖場（くさりば）

安全確保のために登山道上に鎖がつけられた場所のこと。鎖がないと通行が困難な場所であり、難所となる場合が多い。
クランポン
アイゼンに同じ。語源はフランス語のcrampon。
ケルン（cairn）
山頂などを示すために小石を円錐型に積んだもの。登山道にも見られ道標としても使われるが、必ずしも道標とは限らないので注意が必要。
圏谷（けんこく）
氷河の侵食によってできた広いU字型の谷のこと。中央アルプスの千畳敷カールなどが有名。カールとも。
ゴーロ
大きな岩がごろごろと堆積した所のこと。黒部五郎岳や野口五郎岳など、このゴーロが語源となった山もある。
高山植物（こうざんしょくぶつ）
森林限界より高い高山帯に生えている植物のこと。
合（ごう）、合目（ごうめ）
登山道の到達の目安を示す単位。原則として麓（0合目）から頂上（10合目）までを10合に分けるが、測量で距離や標高などを正確に等分するというよりは、長い年月をかけて登山者の感覚で習慣的に付けられたものであり、実際に歩いて登る際に要する時間がおおよその基準になっているため、険しい場所や坂の急な場所などでは1合の長さが短くなる傾向にある。1合を更に10に分けた勺が用いられることもあるが、勺の付かない位置の場合は「～合目」といい、勺が付く場合は「～合～勺」という。
コッヘル、コッフェル
アルミニウムやステンレス製の登山用鍋のこと。最近はチタン製も多い。持ち手をたたむことができ、大きさの異なるものを重ね合わせられるようになっているため、複数の鍋をコンパクトに携行できる。語源はドイツ語のKocher。
コル
→鞍部。語源は英語のcol。
ゴルジュ
両岸を急な岩壁に挟まれた細い谷のこと。廊下（ろうか）とも。
コンパス
方位磁石。地図と合わせて進む方向などの確認に使う。

## さ行

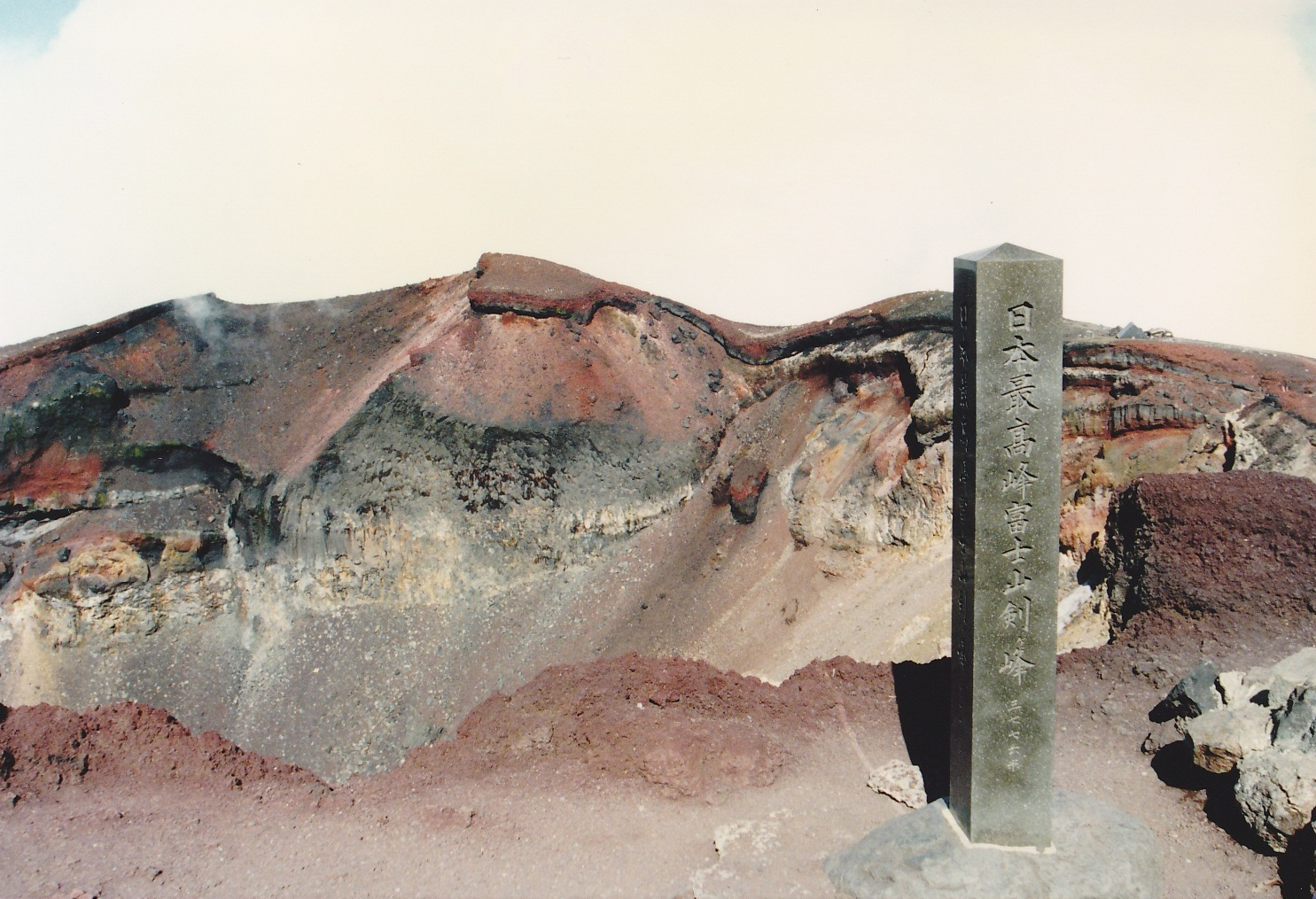
日本の最高峰の富士山

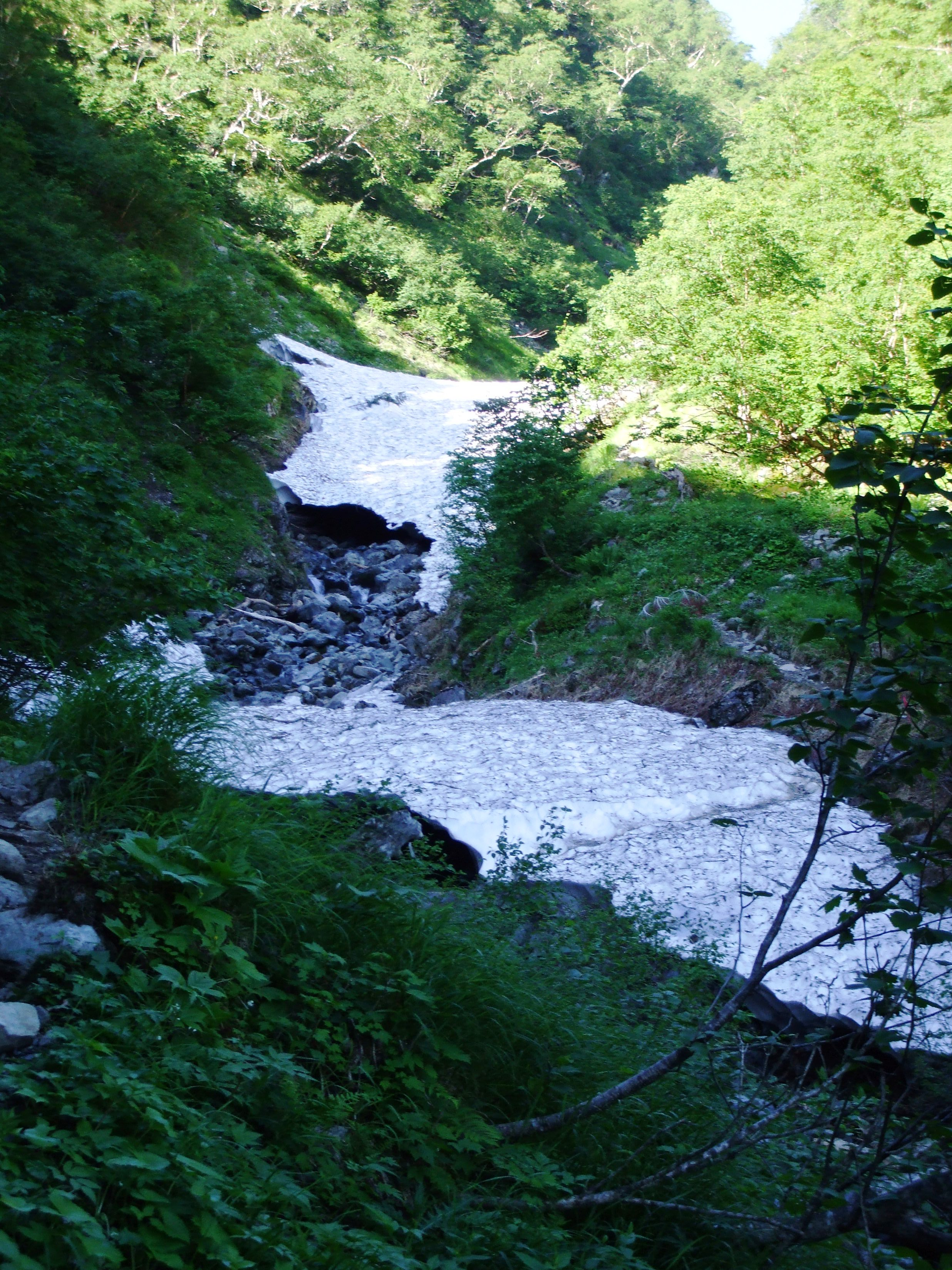
雪渓

最高峰（さいこうほう）

ある大陸・島や地方、国などで一番高い山に対する呼称。世界の最高峰はエベレスト山（8,848 m）、日本の最高峰は富士山の剣ヶ峰（3,776 m）である。七大陸最高峰はセブンサミットとも呼ばれている。各国の最高峰、各都道府県の最高峰などがある。
ザイル
登山用のロープ。語源はドイツ語のSeil。
左岸（さがん）
川の上流から下流側を見た際、左側の岸。
ザック
荷物を入れて背負うためのバッグ。リュックサック。語源はドイツ語のRucksack（ルックザック）より。
ザレ場（ザレば）
細かな石や砂が広がっている場所のこと。砂礫地。
山座同定（さんざどうてい）
山頂など展望の良い地点から見える山を、地図と方位磁石を使用し、どの山かを特定すること。
勺（しゃく）
登山道の到達の目安を示す単位で、1合を10に分けた単位。主に富士山で用いられる。
縦走（じゅうそう）
山頂から次の山頂へ稜線伝いに歩く登山形態のこと。逆に1つの山頂のみを目指して登山することはピークハントという。
シュラフ
袋型の主に野外で使用される寝具。日本語で言う寝袋。語源はドイツ語のSchlafsackの略。
森林限界（しんりんげんかい）
高木が生育できなくなる高度のこと。高木限界（こうぼくげんかい）とも。亜高山帯から高山帯へ変わる地点でもあり、森林限界より上はハイマツなどの小低木が多くなる。日本アルプスで2500m前後、東北地方で約1600m、北海道では1000 - 1500mが森林限界となる。
ストック、ステッキ
登山の際、体への負担を少なくしたり、バランスをとるために使用する杖のこと。ストックはドイツ語のシュトック（Stock）が訛ったもの、ステッキ(stick)は英語読みで同義であるが、日本語ではグリップがI字型のものをストック、T字型のものをステッキと呼ぶことが多い。また前者は1本ないし2本で使用し、後者は1本で使用する。
スノーシュー（Snowshoe）
雪面を歩く際に装着するアメリカで開発された歩行具。
スパッツ（spats）
登山靴に水や雪、砂が入らないように足首を覆うカバーのこと。足首だけを覆うものをショートスパッツ、足首から膝下まで覆うものをロングスパッツという。
雪渓（せっけい）

雪や氷が夏になっても融けないで残っている谷のこと。雪が残っている平坦な場所は雪田（せつでん）や雪原（せつげん）と呼ばれる。
雪庇（せっぴ）
強風により稜線に張り出した雪の塊。ブロック雪崩を引き起こしたり、踏み抜いて滑落する危険がある。
遭難（そうなん）
登山等の目的で山に入り、滑落などによる負傷、雪崩、道迷いなどで自力で帰還できなくなること。
双耳峰（そうじほう）
顕著なピークを2つもつ山。例として鹿島槍ヶ岳と池口岳の北峰と南峰。南アルプスの双児山と二児山。

## た行

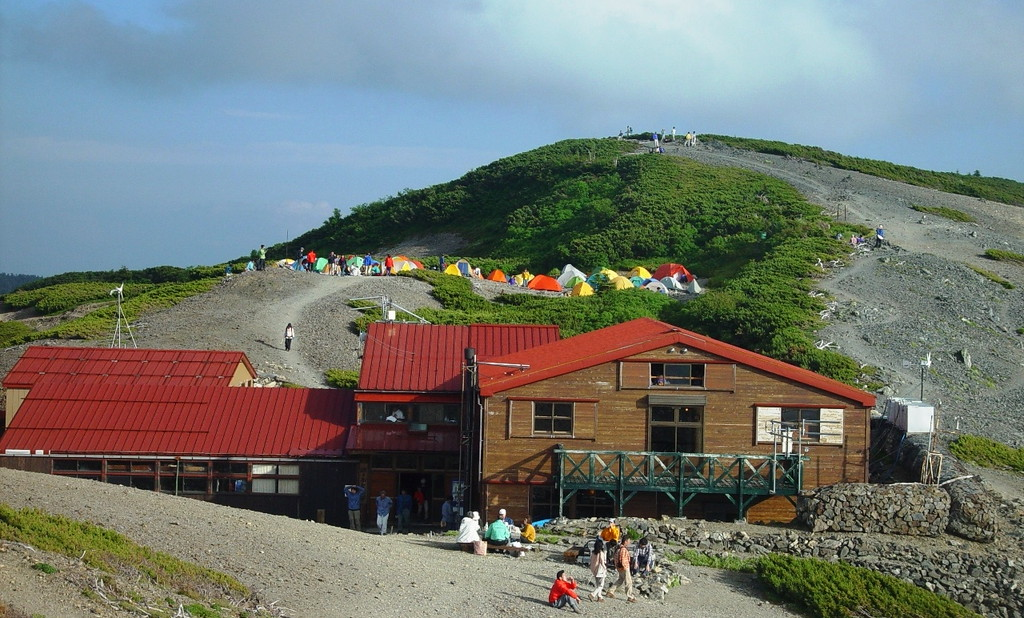
蝶ヶ岳山頂直下のテント場

ツェルト
ビバーク時に用いる小型のテント。語源はドイツ語のZeltsack（ツェルトザック）の略。
デブリ
落ちて積もった岩、雪、氷などの塊。語源はフランス語のdébris。
テント
ポールと布で作られた簡易的な居住設備。登山ではできるだけ軽量であることが求められる。
テント場（テントば）、テン場（テンば）、天場（てんば）

テントを張る場所のこと。
トラバース
斜面や岩壁を横（水平方向）に移動すること。「『百科事典マイペディア』電子辞書版」には「微妙なバランスが必要で、特にテラス（岩棚）のない岩壁などでは危険」との記述がある。
登山（とざん）
娯楽、スポーツ、職業、信仰などの目的で山に登ること。
登山計画書（とざんけいかくしょ）、登山届
入山届に同じ。
登山道
山に登るための歩行路・道。
トレッキング
登山と厳密に区別できないが、山の中を歩くことを目的としており必ずしも山頂を目指すわけではない。

## な行

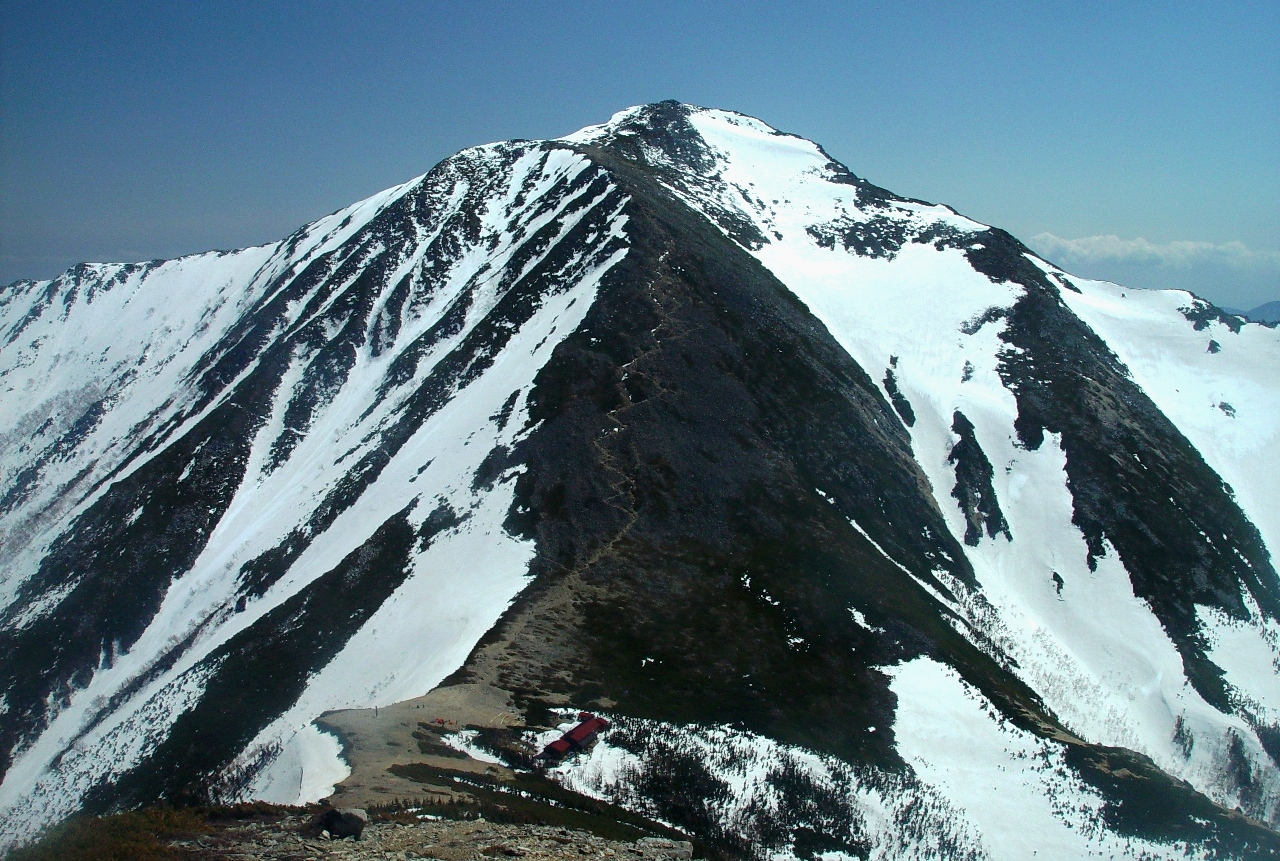
常念岳と横通岳との間にある常念乗越

入山届（にゅうざんとどけ）
登山をする際、管轄の警察署や地元市町村役場、山小屋などに提出する書類。登山者の多い山では登山口などに入山届用ポストが設置されているところもある。入山届には最低限、登山者全員の氏名、年齢、住所、電話番号、登山ルートなどを記入する。これを提出することで遭難時に捜査が容易となり、救出されやすくなる。登山計画書や登山届とも。
乗越（のっこし）

登山用語でいう峠のこと。尾根を越える道は、鞍部につけられることが多いので、乗越と鞍部（あんぶ）が同一の場所になることが多い。

## は行

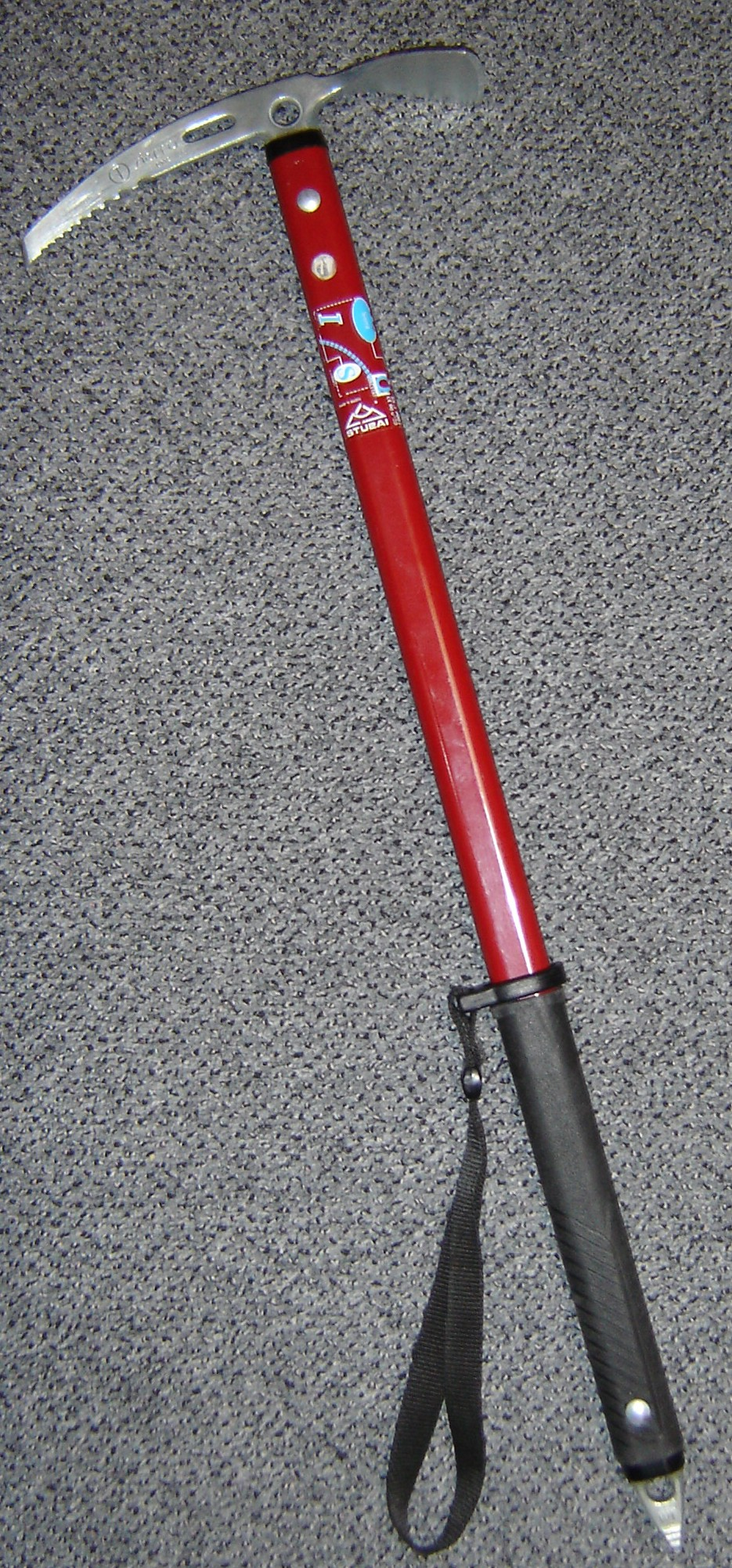
雪面などで欠かせない
ピッケル

ハーケン
安全確保のために、岩の割れ目に打ち込む鉤状の金具。語源はドイツ語のHaken。
ハイキング
登山と厳密に区別できないが、比較的軽微な装備で、平地の景観や山の風景を楽しみながら歩くこと。
初登頂
記録に残る初めての山頂への到達、すなわち、それまで未踏峰だった山頂へ到達すること。また、特定のルート（北壁など）を使用した場合や特定の条件（無酸素、単独、冬季など）についても言う。
バリエーションルート（variation route）
整備されていない登山道以外のルート。薮漕ぎ・岩登り・沢登りなどがあり、一般の登山道よりも難易度が高い。ノーマルルートを参照。
左俣（ひだりまた）
分岐する川を下流から上流側を見た際、左側に分かれる支流。
ピストン（piston）
山頂などを同一コースで往復すること。
ピッケル

杖の先が鋭利になっており、雪山など滑りやすい所などで氷雪面などに刺して歩行を補助するもの。アイゼンなどと併用する。語源はドイツ語のアイスピッケル（Eispickel）。アックスとも。
ピトン
ハーケンに同じ。語源はフランス語のpiton。
ビバーク
野宿、露営すること。語源はフランス語のbivouac。
標高
海面の延長であるジオイドからの距離。山頂には三角点が設置されている場合が多く、三角点より高い場所がある場合にはその標高点が山の高さとされる。
武器（ぶき）
登山用語でカトラリーのことを武器と呼ぶ。この由来は諸説あり、「登山時の食事は戦い」「ロシア語のビューケから」など。
沸点（ふってん）　※ 登山用語なので、ここでは水のみで考えることとする
水が沸騰する温度のこと。標高が高くなると気圧が低くなり、沸点が下がる。「気圧は10mで約1hPa下がる」、「沸点は1hPaごとに約0.027℃下がる」ということを利用すると沸点を簡単に計算できる。例えば北岳山頂（標高3193m）では（0.027×319.3=8.62… → 100-8.62=91.38）となり、約91℃で沸騰することになる。高山で米を炊いた時に芯が残ることがあるが、これは沸点が低いためである。
ブロッケン
山で太陽光を背に受けたとき、正面の霧や雲に映る自分の影の周りに光の輪が現れる大気光学現象。語源はドイツ語のbrocken。
ヘッドライト、ヘッドランプ、ヘッデン
頭につける照明。両手をふさがずに明りを確保できる。洞窟内や雪渓の下、暗い森林を抜ける際などに使用される。ヘッデンの由来はヘッド（頭）につける電灯からといわれる。

## ま行

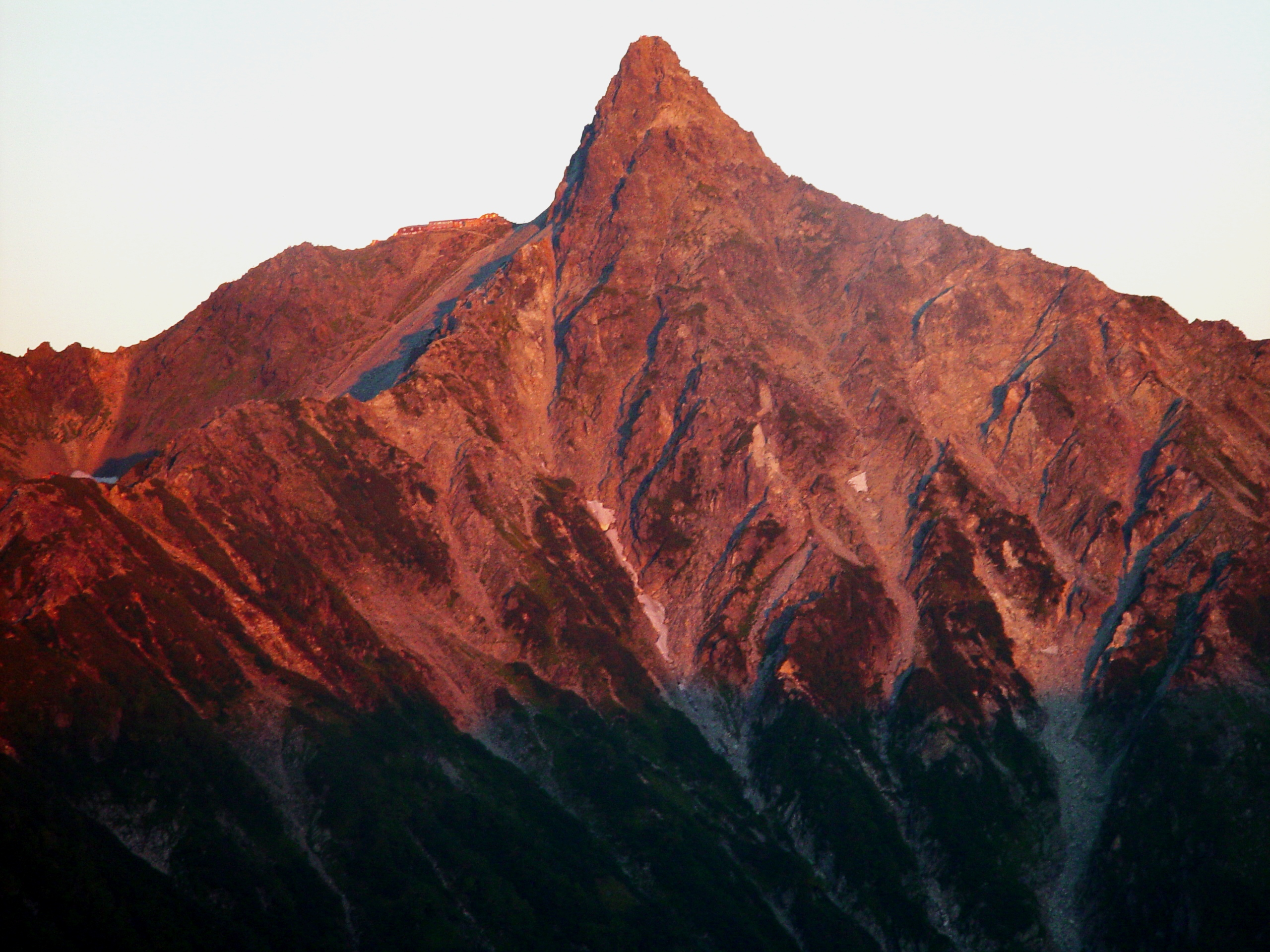
朝日で山肌が赤く染まったモルゲンロートの槍ヶ岳

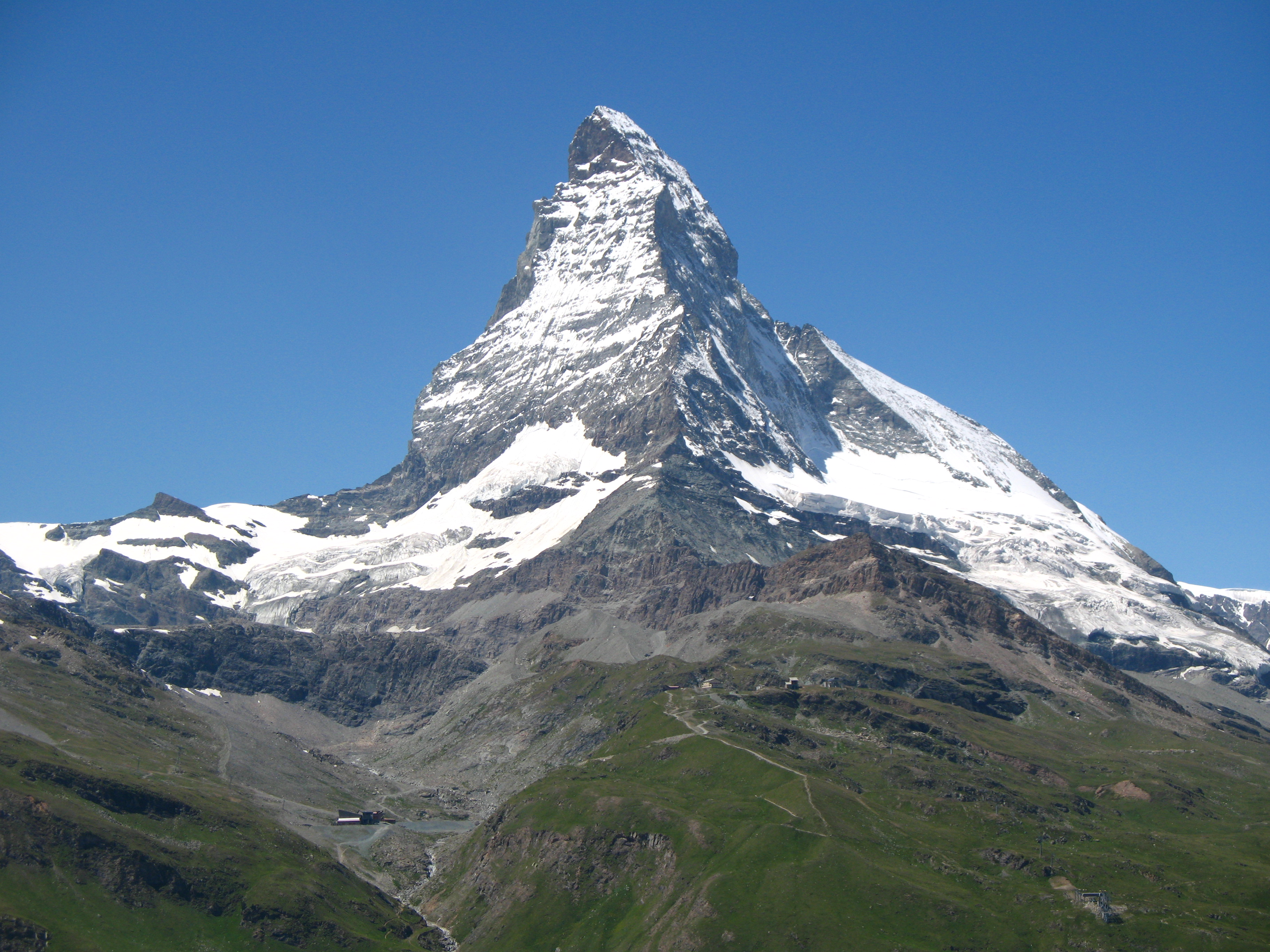
マッターホルン

鋭く切り立ったヨーロッパアルプス山脈の名峰。この山にちなんで鋭い山を「○○のマッターホルン」と呼ぶことがある。特に北アルプスの槍ヶ岳は「日本のマッターホルン」とも呼ばれる。
右俣（みぎまた）
分岐する川を下流から上流側を見た際、右側に分かれる支流。
水場（みずば）
飲み水が得られる場所のこと。そのまま飲めるところもあるが、登山者や動物の屎尿により汚染されている所もあるので煮沸（沸騰させて殺菌すること）したほうが良い。
モルゲンロート(de:Morgenröte)

登山用語で、朝日により山肌や雲が赤く染まること、または朝焼けのこと。モルゲンはドイツ語で「朝」、ロートは「赤」の意。夕焼けの場合はアーベントロート(de:Abendrot、"Abend"は「夜」の意)と言う。

## や行

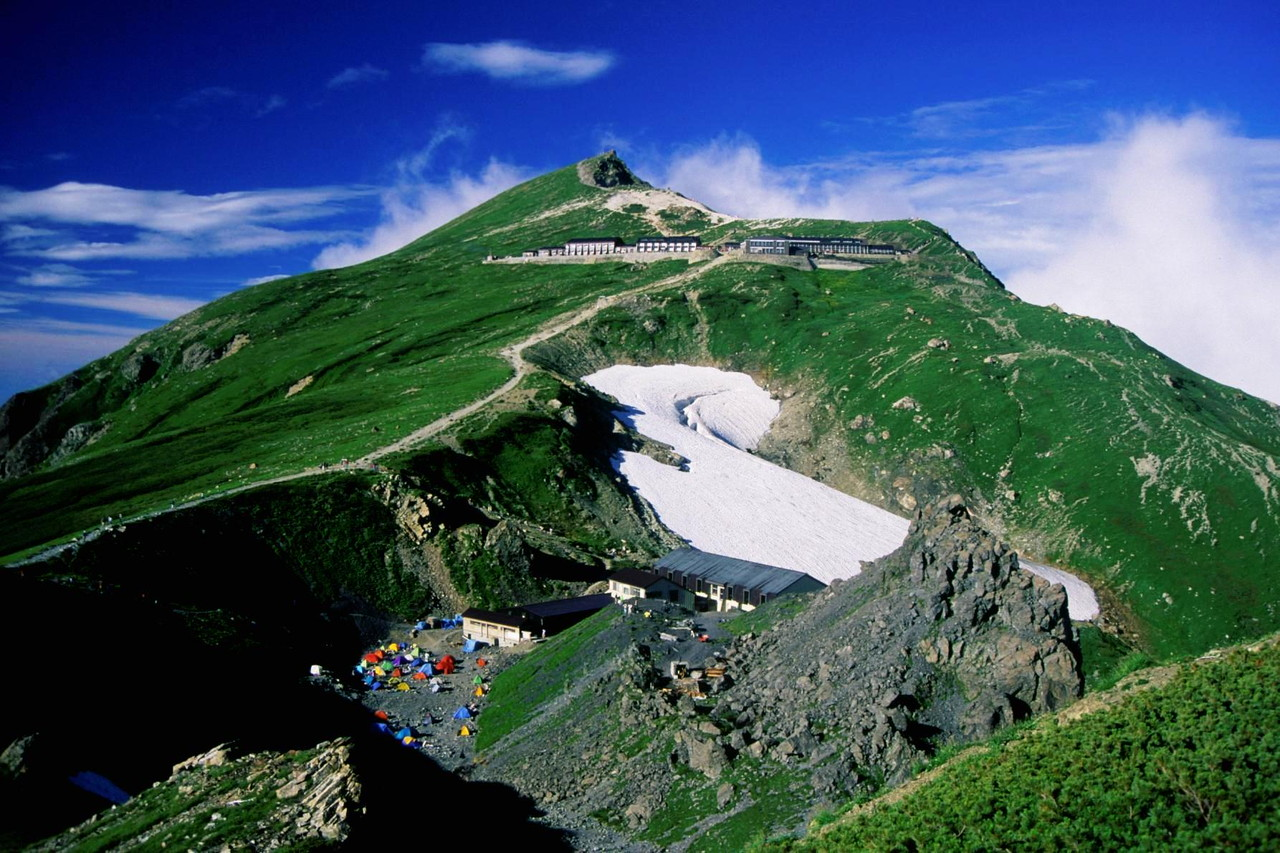
白馬岳山頂直下にある日本最大規模の山小屋

山ガール（やまガール）
2009年頃から流行し始めた、ファッショナブルなアウトドア用衣料を身に着けて山に登る若い女性のこと。
山小屋（やまごや）

山岳地にある宿泊･休憩･避難施設。山荘（さんそう）やロッジ、ヒュッテとも。登山者が行程中に宿泊するためにあるので、快適さはあまり重視されておらず、簡素な作りの所が多い。

## ら行
廊下（ろうか）
両岸を急な岩壁に挟まれた細い谷のこと。ゴルジュとほぼ同義だが、ゴルジュよりも幅が広くて長い谷を言うことが多い。

## わ行
ワカン
雪面を歩く際に装着する日本の歩行具。日本では、古くからかんじきが雪上歩行に使われている。登山では、フレームが木製ではなくアルミニウム製のパイプ製の物が用いられる。
ワンダーフォーゲル
略称はワンゲル。ドイツで始まった、率先して野外活動を行おうとする運動。日本の大学や高校では、第2山岳部的なクラブ・サークル活動が行われている。